# Élie Catherine Fréron

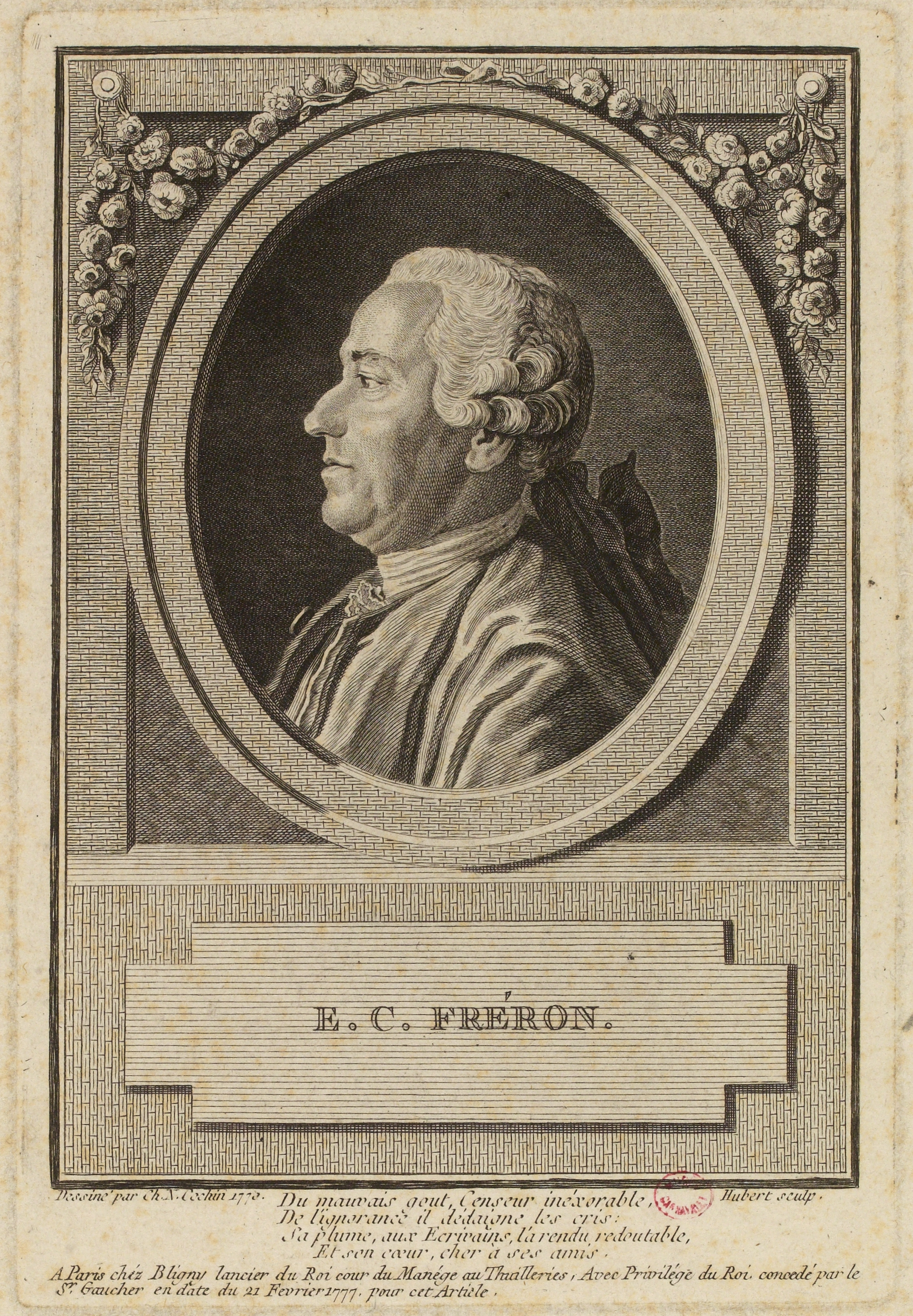
Élie Fréron

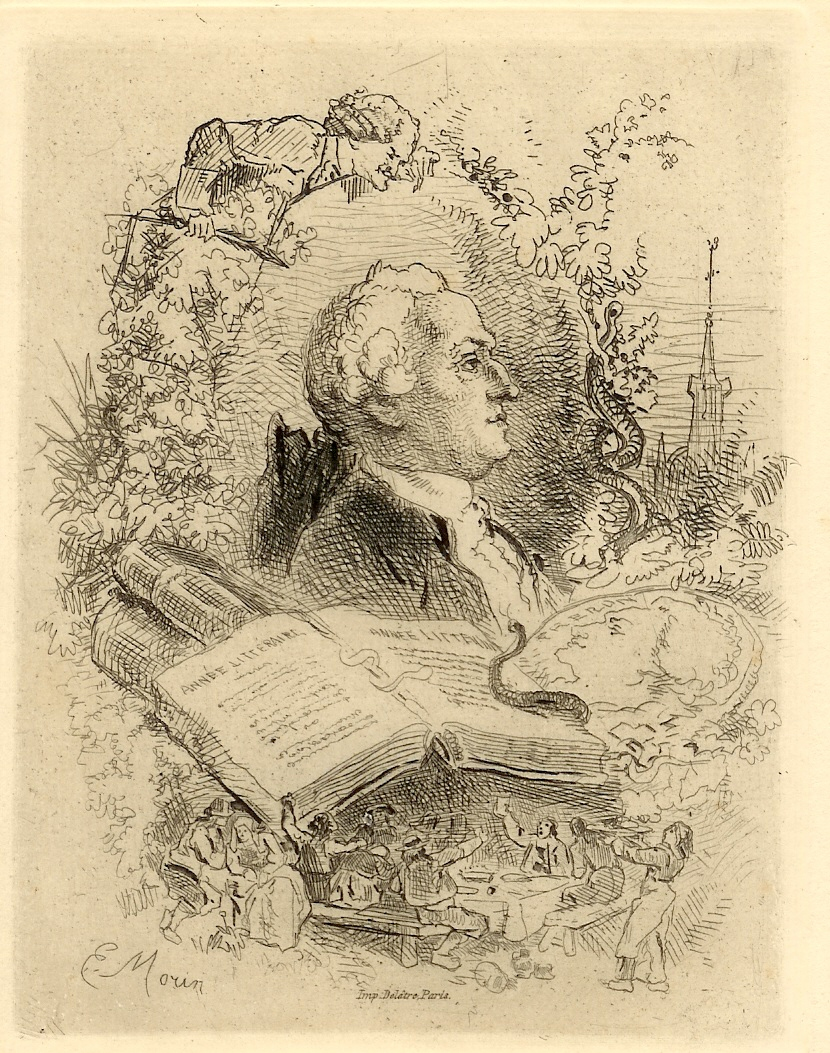
Élie Fréron, Eau-forte von Edmond Morin, 1864

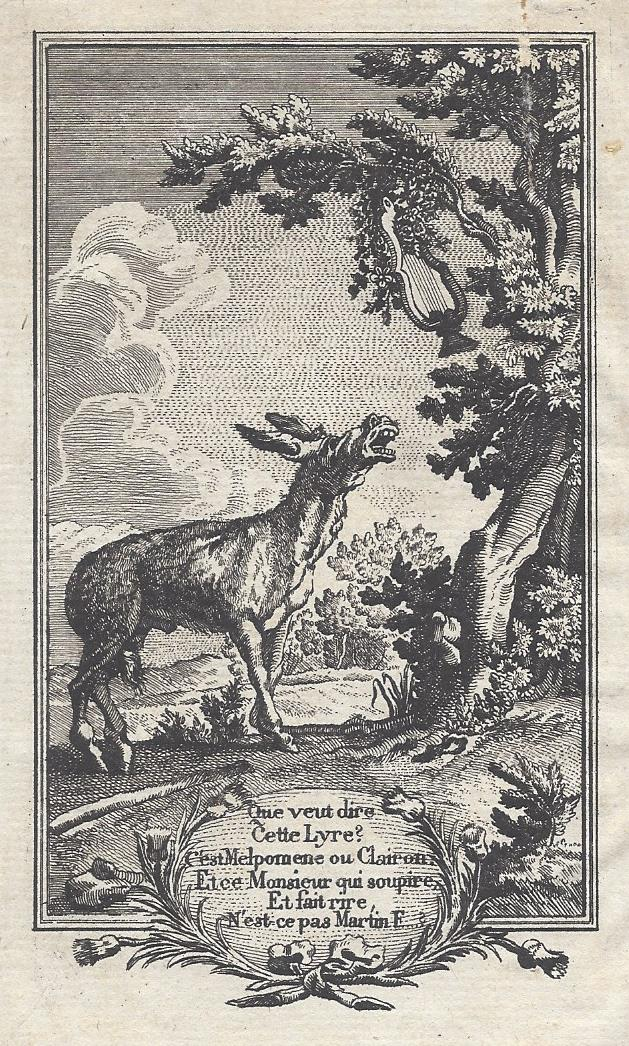
Boshafte Replik Voltaires auf Martin Fréron (Élie Fréron)

Élie Catherine Fréron (* 20. Januar 1718 in Quimper/Bretagne; † 10. März 1776 in Montrouge bei Paris) war ein französischer Literat und Publizist, dessen Name vor allem dank seiner Fehden mit Voltaire eine gewisse Bekanntheit genießt.

## Leben und Schaffen
Fréron war 15. Kind eines Goldschmiedes und erhielt seine Schulbildung bei den Jesuiten, zunächst in seiner Heimatstadt und dann in Paris auf dem Collège Louis-le-Grand. 1737 wurde er Novize im Jesuitenorden und war kurze Zeit im Louis-le-Grand als Lehrer tätig.
1739, zum Ende seines Noviziats, entschied er sich für eine Existenz als freier Literat und wurde Mitarbeiter in der antiaufklärerisch orientierten Literaturzeitschrift Observations sur les écrits modernes des Abbé Desfontaines, der bereits sein Lehrer auf dem Louis-le-Grand gewesen war. Als die Observations 1745 beim Tod des Abbé eingestellt wurden, gab Fréron sogleich eine eigene Zeitschrift heraus, die Lettres de Mme la comtesse de *** sur quelques écrits modernes. Hierin profilierte er sich als so scharfsinniger wie unerschrockener und spitzzüngiger Kritiker auch etablierter Autoren, insbesondere der Aufklärung. Schon 1746 bekam er es erstmals mit der Staatsgewalt zu tun, als auf Betreiben der königlichen Mätresse, der Marquise de Pompadour, seine Zeitschrift verboten und er selbst vorübergehend in Vincennes inhaftiert wurde.
1748 wurde Fréron Sekretär und Mitarbeiter des literarisch dilettierenden Duc d’Estouteville, mit dem er eine Teilübertragung von Giambattista Marinos 1623 erschienenen Adone verfasste.
1749 gründete er eine neue Zeitschrift, die Lettres sur quelques écrits de ce temps, die jedoch schon im Folgejahr verboten wurde. 1752 reaktivierte er sie und benannte sie 1754 um in L’Année littéraire. Diese alle 10 Tage ein Heft publizierende Zeitschrift wurde dann sein Lebenswerk, das er, auch wirtschaftlich höchst erfolgreich, bis zu seinem Tod führte. Die Tendenz der Année war wiederum antiaufklärerisch; ästhetisch war sie den Idealen der Klassik verpflichtet. Sie wurde in konservativ-katholisch und royalistisch-absolutistisch denkenden Kreisen geschätzt und viel gelesen und fungierte als ein zentrales Organ der Gegner der Aufklärung.
Hin und wieder betätigte sich Fréron auch als Historiker. Er verfasste eine Histoire de Marie Stuart (zusammen mit dem Abbé de Marsy, 1742) und eine Histoire de l’Empire d’Allemagne (8 Bde., 1771).
Nachdem er zunächst ein Bewunderer Voltaires gewesen war, machte Fréron sich diesen schon zur Zeit der Observations mit sachlich-höflichen, aber bissigen Kritiken zu einem Feind, der ihn geradezu rachsüchtig verfolgte, 1760/61 einen Hagel von Satiren und Epigrammen auf ihn niedergehen ließ und ihn sogar in seinem Lustspiel L’Écossaise (1760) unter dem Namen Frélon als widerwärtigen Klatschkolumnisten präsentierte (der in der ersten Aufführungsserie allerdings zu „Wasp“ umgetauft wurde). Der Genfer Ausgabe seiner Tragödie Tancrède von 1761 stellte er ein Frontispiz voran, das Élie Fréron (von Voltaire Martin F. bezeichnet) als Esel vor einem Baum darstellt. Voltaire gab Fréron in boshafter Absicht wiederholt die Vornamen Martin oder Jean, da sich aus den Initialen Schimpfwörter konstruieren ließen. Besonders bekannt wurde das folgende boshafte Epigramm Voltaires:
L’autre jour, au fond d’un vallon,
Un serpent mordit Jean [sic] Fréron.
Que croyez-vous qu’il arriva?
Ce fut le serpent qui creva.
(Neulich, auf dem Grund eines Tales, biss eine Schlange Jean Fréron. Was meinen Sie, was geschah? Die Schlange war es, die krepierte.)
Fréron, der durch den Sieg der Aufklärung in Literatur- und Geistesgeschichte endgültig auf die Verliererseite geriet, hatte schon zu seinen Lebzeiten zeitweise keinen leichten Stand, obschon er über mächtige Gönner, darunter die französische Königin Marie Leszczyńska und ihren Vater Stanislaus I. Leszczyński verfügte. Immer wieder schafften es seine Gegner, die um die Encyclopédie vereinten „philosophes“, seine Zeitschrift verbieten zu lassen. Zweimal wurde er sogar kurz inhaftiert. Auch seinen plötzlicher Tod durch einen Gichtanfall sahen seine Freunde bewirkt durch den Ärger über ein neuerliches Verbot der Zeitschrift. Seine Gegner allerdings erklärten seine bekannte Neigung zu Trunk und Völlerei zur Ursache.
Heute wird Fréron zumeist aus der Perspektive Voltaires als böswilliger Polemiker betrachtet und selten als der talentierte Kritiker und Pamphletist, der er war. Als Wegweiser und Förderer junger Autoren der Zeit wie Gilbert, Clément und Sabatier de Castres war er eine Schlüsselfigur der französischen Gegen-Aufklärung (Contre-Lumières) mit einer nachhaltigen Wirkung bis weit ins 19. Jahrhundert.
Aber auch Denis Diderot, dem Mitherausgeber der Encyclopédie, Theaterautor und Philosophen, griff Fréron mit zum Teil unredlichen Mitteln an, so bezichtigte er ihn des Plagiats einiger seiner Theaterstücke und konstruierte hierzu „Beweise“.
Sein 1754 geborener Sohn Louis-Marie Stanislas Fréron übernahm nach dem Tod des Vaters die Herausgabe der Année littéraire und führte sie bis 1791 weiter, um dann als Anhänger der Revolution und späteres Mitglied der Bergpartei den Orateur du Peuple herauszugeben.

## Werke
- Ad Bellonam, ode, authore Elia Fréron, EA apud Joannem Poisson, ohne Ort, 1737, 8°, 4 S.
- Histoire de Marie Stuart (mit dem Abbé de Marsy), EA ohne Drucker, London (Paris), 1742, 2 Bde.(2),600;(2),215,(1) S.
- Lettre sur l’oraison funèbre du Cardinal Fleury du Père de Neuville, Jésuite, EA ohne Drucker, ohne Ort, ohne Datum, um 1743, 4°, 16 S.
- Lettre de l’auteur de l’ode sur les conquestes du roy, à un ami, EA ohne Drucker, ohne Ort, um 1744
- Acajou et Zirphile, conte, EA Minutie, ohne Ort, 1744, 8°, 108 S.
- Réponse du Public à l’auteur d’Acajou, EA Minutie, ohne Ort, 1744, 36 S.
- Les conquêtes du roi, ode , EA Prault fils, Paris 1744.
- La renommée, ode par l’abbé Fréron, EA Prault fils, Paris, 1744, 8°, 10,(2) S.
- Plan et statuts d’une nouvelle académie : avec des éclaircissemens, EA ohne Drucker, ohne Ort, 1744, 4°, 16 S.
- Ode sur la bataille de Fontenoy, 1745
- Les vrais plaisirs ou les Amours de Vénus et d’Adonis, Teilübertragung a. d. Italienischen, 1748

- Suite des lettres sur la musique françoise en réponse à celle de Jean-Jacques Rousseau, (mit Jean-Jacques Baudinet), EA ohne Drucker, Genf, 1754, 8°, 40 S.
- Avertissement au sujet du nouvel ouvrage périodique intitulé l’Année littéraire, par M. Fréron des Académies d’Angers, de Montauban et de Nancy, EA Lambert, Panckoucke, Lacombe, Delalain, Le Jay, Amsterdam und Paris, (1754), 12°, 12 S.
- Histoire de l’Empire d’Allemagne (1771, 8 Bde.)
- Les deux Matrones ou les Infidélités démasquées. Ouvrage posthume de M. Fréron, enrichi de Notes curieuses et intéresantes avec figures, EA Au Temple de la Vérité, Paris, 1776 - 2 Teile, 8°, X-24 und 98 S.

## Herausgabe und Mitarbeit
- Lettres de Mme la comtesse de *** sur quelques écrits modernes (Zeitschrift, 1746)
- Lettres sur quelques écrits de ce temps (Zeitschrift, mit dem Abbé de La Porte), EA Duchesne, Genf, Nancy und Paris 1749–1750 und 1752–1754, 13 Bde. in 12°
- L’Année littéraire (Zeitschrift, 1754–1791, 292 vol.) Fréron war bis 1776 Herausgeber. Die Zeitschrift wurde bis 1791 von Frérons Sohn Louis-Marie Stanislas Fréron weitergeführt.

## Werkausgabe
- Opuscules de M. F*** (Werkauswahl), EA Arkstée & Merkus, Amsterdam, 1753, 3 Bde. 12° (4),IV,408; 420; (6),431,(1)S.

## Bibliographie
- Jean Balcou Fréron contre les Philosophes Librairie Droz, Genf, 1975
- Jean Balcou, Sophie Barthélemy et André Cariou (Hrsg.): Fréron, polémiste et critique d’art, Collection Interférences, 2001, ISBN 2-86847-528-0
- Yann Brekilien, Prestiges du Finistère, Editions France-Empire, 1969
- Charles Monselet, Fréron ou l’illustre critique, Pincebourde, Paris, 1864
- J. Trévédy, Fréron et sa famille d’après des documents authentiques & inédits rectifiant toutes les biographies, Saint-Brieuc, L. & R. Prud’homme, 1889